# ゴドフロワ・ド・ブイヨン
ゴドフロワ・ド・ブイヨン (仏:Godefroy、蘭:Godfried、 独:Gottfried、 羅:Godefridus Bullionensis、1060年 - 1100年7月18日) は、中世フランス貴族で第1回十字軍の指導者の1人である。また1099年から1100年にかけて、エルサレム王国最初の統治者として聖地を統治した貴族としても知られている。ただしゴドフロワはエルサレム王と名乗るのを避け、公または第一人者 (princeps) 、聖墳墓守護者などと名乗ったと伝わる。ゴドフロワはブローニュ伯ウスタシュ2世の次男として生まれ、1076年にはブイヨン領主に任命された。そして1086年には、ザクセン人の大反乱の鎮圧に参加し神聖ローマ皇帝ハインリヒ4世を支援したことを受けて、その褒章として下ロレーヌ公に任じられた。
1096年、ゴドフロワは彼の兄弟のブローニュ伯ウスタシュ3世やボードゥアンと共に第1回十字軍に参加し、ニカイア包囲戦・ドリュラエウムの戦い・アンティオキア攻囲戦などの戦役に参加し、1099年のエルサレム包囲戦では重要な役目を果たした。レーモン4世がエルサレム国王への推戴を拒否したことを受け、ゴドフロワが代わりにエルサレム王国の統治者に選出された。その後王国南部のアスカロンでファーティマ朝と戦い、王国をムスリムから守り抜いた。この戦いでの十字軍の戦勝をもってして、第1回十字軍は終了したとみなされている。1100年7月、ゴドフロワは亡くなり、エルサレム王位は弟のボードゥアンに継承された。

## 若年期
ゴドフロワ・ド・ブイヨンは1060年頃、ブローニュ伯ウスタシュ2世の次男として生まれた。母親はイド・ド・ブローニュであり、イドはゴットフリート顎髭公の娘である。ゴドフロワの生誕地はブローニュとされているが、13世紀の年代記によると彼はベルギー、ブラバン・ワロン州のバイジーの生まれであるという。彼は次男の生まれであったため、貴族としての出世の機会が兄と比べて非常に少なかった。しかし彼の母方の叔父のゴットフリート4世が子供を持つことなく亡くなったことを受け、ゴドフロワは下ロレーヌ公国を継承することとなった。この公国はフランス・ドイツ間の緩衝地帯になっていたとされており、政治的に非常に重要な地域の一つであった。
実際、下ロレーヌ地域は神聖ローマ帝国からも重要地域と見做されていたとされ、1076年にはのちの神聖ローマ皇帝ハインリヒ4世が下ロレーヌ公に自分の息子を任じ、ゴドフロワにはブイヨン地域とアントウェルペン辺境伯国のみを与えたという。言い伝えによれば、この処遇はハインリヒ4世がゴドフロワの忠誠を試すために行ったとされる。ゴドフロワはハインリヒ4世に対する忠誠を守り、叙任権闘争でローマ教皇グレゴリウス7世と対立するハインリヒ4世を支援した。そして彼はハインリヒ帝と共にシュヴァーベン公ルドルフの軍勢と戦い、ハインリヒ帝がローマに入城した際にはイタリアへ従軍した。
1076年に叔父のゴットフリート4世からゴドフロワが相続したロレーヌ公領の相続権を主張し、彼の叔母マティルデ・ディ・カノッサがゴドフロワに対して挑戦を仕掛けた。これに対抗するべくゴドフロワは公領防衛に死力を尽くし、この際に彼は卓越した指導力を示すこととなった。マティルデ女伯は従兄弟のナミュール伯アルベール3世・フェルウェ伯セオデリクと同盟を締結しゴドフロワと対決した。またこの同盟にはヴェルダン司教セオデリク・リンブルフ公ワレラン1世・チニー伯アルノルド1世といった中小諸侯が参加し、彼らは戦利品としてロレーヌ公領を分割占領しようと企んだ。
ロレーヌ公領を狙うこうした数々の敵に対して、ゴドフロワは兄弟のウスタシュやボードゥアンの助力を得て対抗した。彼らは長きにわたり争い、1087年に遂にゴドフロワは敵の同盟を打ち破り、ロレーヌを守り抜いた。しかし、この時のゴドフロワはまだまだ弱小諸侯に過ぎず、十字軍に参加するまでドイツ諸侯の表舞台には現れない。

## 第1回十字軍

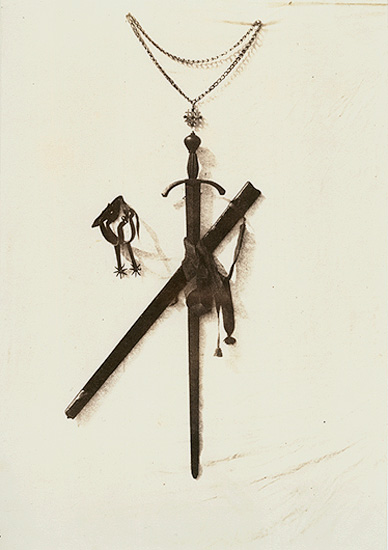
1808年から聖墳墓教会に展示されているゴドフロワ・ド・ブイヨンの刀（1854年撮影）

1095年、ローマ教皇ウルバヌス2世がヨーロッパ中の諸侯に十字軍遠征を呼びかけ、聖地エルサレムの解放と東ローマ帝国が1071年にセルジューク朝に奪われた広大な東方領の奪還のための軍事支援を要請した。ゴドフロワはこの要請に応じ、リエージュ司教やヴェルダン司教に自身の領土を売り払い、得られた資金で自身の十字軍軍団を結成した。またこの軍勢には兄弟のウスタシュやボードゥアンも参加し、特にボードゥアンはヨーロッパに封土を有していなかったため、聖地で自身の領地を獲得せんと試みて遠征に参加したとされている。他の諸侯らも同様に自軍を集めて十字軍遠征に備えていたが、その中でも最も大規模な軍勢を従えていたのが、のちに対立することとなるトゥールーズ伯レーモン4世であった。レーモンはこの時既に55歳であり、遠征に参加した諸侯の中で最も老齢でかつ最も経験豊富な十字軍諸侯であったため、十字軍の総司令官として全軍を率いることが期待されていた。また教皇勅使として十字軍に参加していたアデマール・ド・モンテイユもそれを強く後押しした。十字軍には彼らの他にターラント公ボエモンやフランドル伯ロベール2世らが参加した。

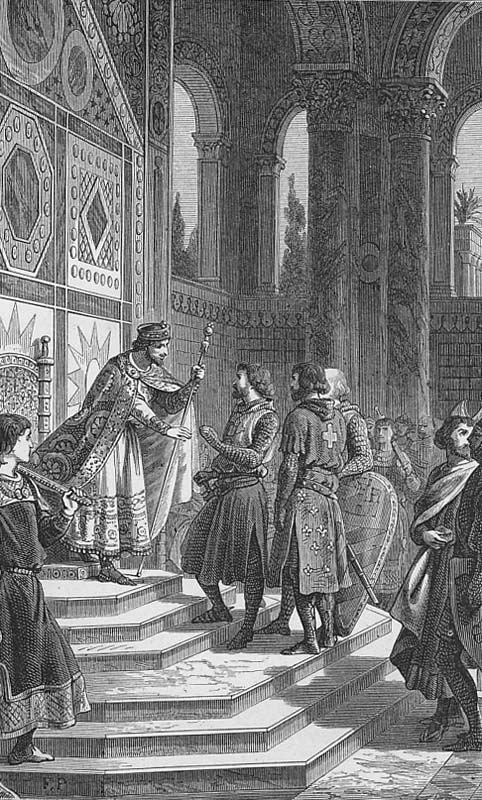
ビザンツ皇帝アレクシオス1世コムネノスと会談するゴドフロワ、ウスタシュ3世、ボードゥアン兄弟。

教皇ウルバヌス2世の助言に従い、十字軍の大半は盛夏に出陣しコンスタンティノープルへ向かった。そこでビザンツ皇帝アレクシオス1世コムネノスから支援を受けられると考えられていた。これらの十字軍は数部隊に別れた上で進軍したという。まとめていっぺんに進軍すると、これらの大軍を賄うだけの食糧や補給を集めるのが困難だと考えられていたからだった。それらの部隊のうち最初に出陣したのは、民衆十字軍としても知られている約20,000人の下級騎士・農民によって構成された部隊である。彼らは1096年春に出陣し、ラインラント地方を経由してハンガリー王国へ向かった。北フランスや南フランスから参加した十字軍の多くはブリンディジからアドリア海を渡りバルカン半島へと向かったが、残る約40,000人のロレーヌ軍を率いるゴドフロワや彼の兄弟たちは民衆十字軍がたどった経路に従って進軍した。
教皇ウルバヌス2世の十字軍遠征の呼びかけにより、ヨーロッパでは反ユダヤ主義が蔓延し、1095年12月にはルーアンで反ユダヤ主義による暴動が発生した。そしてその主義に影響を受けた民衆十字軍は、1096年初春から初夏にかけてラインラント地方にてユダヤ人を大量虐殺するという残虐な事件を引き起こした。この事件の50年程のちに編纂されたヘブライ語文献によると、ゴドフロワもこの虐殺事件に加わりユダヤ人の殺戮を企んでいたとされる。しかし現地のユダヤ人指導者が神聖ローマ皇帝ハインリヒ4世に惨状を伝えたことにより、ハインリヒ帝はゴドフロワに対しユダヤ人虐殺を強く禁止したため、ゴドフロワは結局実際に殺戮に関与することはなかった。しかしこの文献によると、マインツとケルンのユダヤ人指導者たちは、ゴドフロワに対して500マルクの金銭を送り、ことを穏便に済ませたという 。
同年6月、民衆十字軍はハンガリーに入城した。しかし彼らは現地のハンガリー軍といざこざを起こし、十字軍とハンガリー軍が全面衝突してしまい、10,000人もの十字軍が殺された。結果、その後にゴドフロワの軍勢がハンガリーに入国する際、数日間に渡るハンガリー王国との交渉をせまられたという。そして11月、ユーグ1世率いる軍勢の着陣に続いて、ゴドフロワ率いる軍勢はコンスタンティノープルに到着した。アレクシオス帝は想定外の規模の軍勢の来着に困惑した。コンスタンティノープルに集結した十字軍が4,000〜8,000の騎馬隊、25,000〜55,000の歩兵部隊にまで達していたからだ。これはビザンツ・ローマの両勢力が目指す目標の違いが原因とされる。ローマ教会は異教徒（ムスリム）から聖地を解放し自勢力の制御下に置くことを目標としていたのに対し、ビザンツ帝国はただ単にセルジューク朝に奪われた領土の奪還を目標にしていたからだ。アレクシオス帝は十字軍に帝国への忠誠を求め、再征服した領土の一部を帝国に還元することを要求し、レーモン4世を除くゴドフロワやその他の多くの諸侯はその条件を認めた 。

### ニカイア・アンティオキアの征服
1097年2月、ゴドフロワと彼の軍勢はボスポラス海峡を超えてアナトリア半島に入った。そしてその地で、ターラント公ボエモン・フランドル伯ロベール・ヴェルマンドワ伯ユーグらの軍勢と合流した。同年5月、ビザンツ帝国の軍勢と共に進軍を続けた十字軍は、帝都コンスタンティノープル近郊に位置する都市ニカイアに到着した。ニカイアは1085年からセルジューク朝に占領されており、十字軍とビザンツ軍は包囲戦を敢行した。この包囲戦の際、ゴドフロワはあまり活躍せず、代わりにボエモンが包囲戦を指揮した。十字軍・ビザンツ連合軍はこの包囲戦を優位に進めていたものの、ビザンツ軍は極秘の会談をニカイア守備兵と行い、6月19日に十字軍を出し抜いてニカイアを占領した。包囲戦の終結後に、統制の取れていない十字軍が帝国の重要な都市であるニカイアを略奪してまわる可能性を排除するのが目的であった。ビザンツ軍の抜け駆け行為に対し、十字軍の指導者たちは一定の理解を示したものの、結果的に両者の間に不信感が生じたのは言うまでもない。

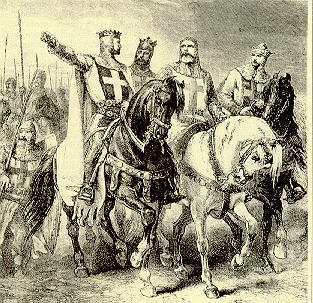
19世紀の画家アルフォンス・ド・ヌヴィルが1883年に描いたゴドフロワ・ド・ブイヨンとその他の十字軍指導者たち

ゴドフロワは1099年に最終的に聖地エルサレムに到着するまでの間、目立った軍功を上げることはなかったが、重要な役割を果たした。1097年、ドリュラエウムにて宿営していたボエモンの軍勢がクルチ・アルスラーン1世率いるセルジューク軍の奇襲を受けた。先陣を張ってきたボエモンとは離れた場所に宿営していたゴドフロワだったが、トルコ軍の奇襲の報を受けた彼は、少数の騎馬隊を率いてセルジューク軍に反撃を敢行しボエモンらを救援した。十字軍はその後も着実に小アジアを進軍したが、幾つかの文献によると、ゴドフロワは進軍途中に熊に襲われて大怪我を負ったという。
怪我を癒やし進軍を継続したゴドフロワは、1097年9月から開始されたアンティオキア攻囲戦にも参加した。この包囲戦は1098年6月まで続き、長く苦しい包囲戦となった。アレクシオス帝はこの包囲戦は失敗したと決めてかかり、約束されてきた食糧の提供を取りやめたことを受け、アンティオキアを包囲する十字軍は食糧不足に陥り、十字軍の多くはヨーロッパに帰還した。しかし、十字軍はアンティオキアを攻め落とすことに成功した。そしてボエモンは、ビザンツ帝国が食糧提供の協約を破棄したことを受けて、アンティオキアを帝国に献上せず自らの封土とすることを宣言した。その後、十字軍は十字軍からアンティオキアを奪還しようと試みたセルジューク系諸侯の軍勢と激突しこれを打ち破ったことを受け、アンティオキアは完全に十字軍の勢力に組み込まれた。

### エルサレム進軍
アンティオキアで勝利を挙げた十字軍だったが、その後の進軍経路をめぐり内部対立を起こした。ル＝ピュイ司教がアンティオキアで亡くなり、ボエモンは獲得したばかりのアンティオキア公国の防衛を理由に戦線離脱しアンティオキアに留まることを決め、ゴドフロワの弟ボードゥアンも聖地北部に新たに築き上げた自領エデッサに向かった。残された多くの歩兵は聖地エルサレムへの進軍の再開を望んでいたとされるが、指導者らの中で最有力諸侯であったトゥールーズ伯レーモン4世はガラリヤ公タンクレードなどを自勢力に組み込んだ上でさらなる進軍を拒否した。内部対立した十字軍はアンティオキアに数ヶ月ほど滞在したのち、将兵らの強い要請を受けたレーモン4世の決断により南進を再開した。ゴドフロワもこれに参加し、エルサレムへの進軍に従軍した。そして十字軍は新たな敵勢力と直面した。エルサレムは既にセルジューク朝の支配から解放されており、この頃にはファーティマ朝という新たなムスリム政権により統治されていた。彼らがこの十字軍遠征の最後の敵勢力として立ちはだかった。
ゴドフロワ・ド・ブイヨンの最大の武功・伝説が生まれたのは、このエルサレムであった。1099年6月、十字軍はエルサレムに到着し、エルサレムの城壁を乗り越えるために、イタリア人水兵から提供された木材を用いて攻城兵器を建造した。そして7月14日〜15日にかけて十字軍はエルサレムを攻撃した。そしてゴドフロワと彼の指揮下の数人の騎士が最初に城壁を抑え、エルサレム市街へと突入したことで、エルサレムは陥落したのだった。この包囲戦は、1096年に開始された3年に渡る十字軍遠征の集大成となり、彼らは聖地エルサレムの奪還や聖墳墓教会、イエス・キリストの空墓などを再びキリスト勢力下に取り戻すことに成功したのだった。ゴドフロワは遠征終結後、エルサレムのムリスタンに病院施設を寄付したという。

## エルサレム王国

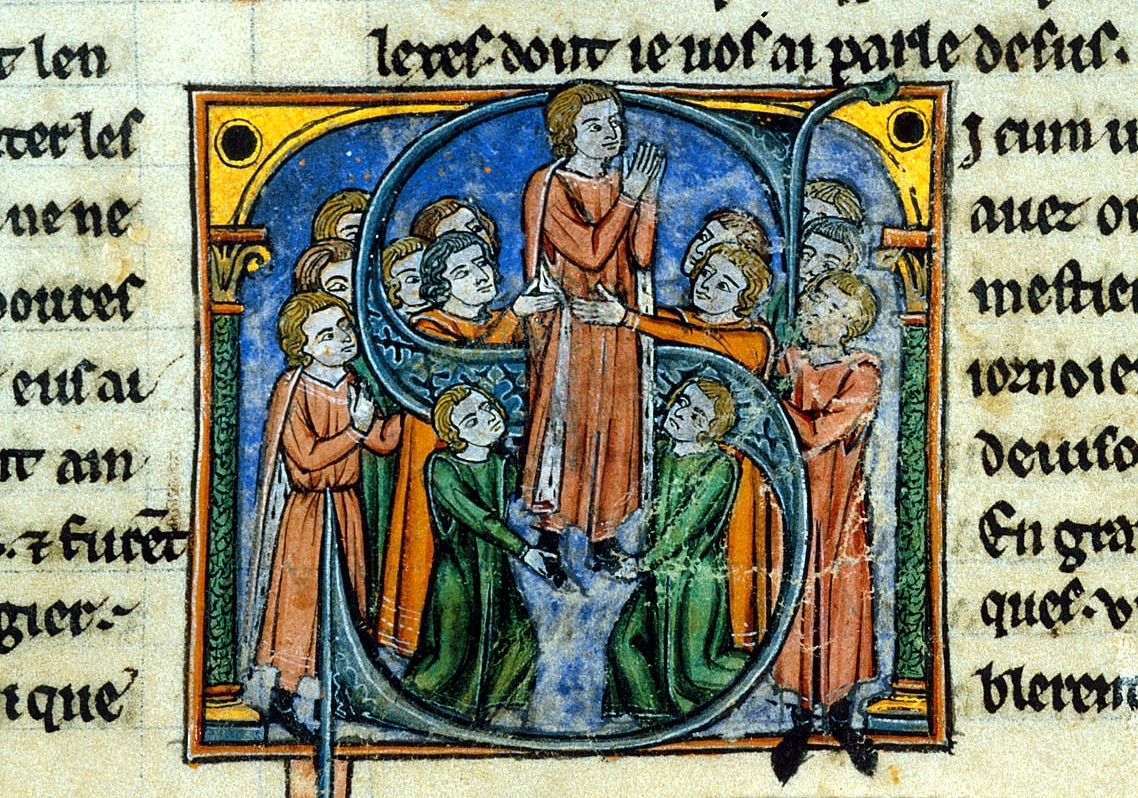
エルサレムの領主に任命されるゴドフロワ・ド・ブイヨン
ギヨーム・ド・ティールの著作 ウトラメールの歴史 の一部分。装飾を施されている段落最初の文字『S』にゴドフロワの選出場面が描かれている。
大英図書館蔵

エルサレムがキリスト勢力下に置かれたのち、聖地における統治体制が構築された。1099年7月22日、聖墳墓教会にて会議が開催された。この際、諸侯らはレーモン4世にエルサレム王への即位を求めたが、彼は拒否した。そして2番手として即位を求められたゴドフロワがそれを快諾したことを受け、ゴドフロワは初代エルサレム統治者となった。しかし彼はエルサレム王と名乗るのを拒否し、自身を聖墳墓守護者と名乗り、またイエス・キリストが荊の冠を被せられた地で黄金の王冠を冠るのは畏れ多いことだとしてそれも拒否したという。ただし彼が名乗った称号の意味や、実際にそのように名乗ったのかどうかについては様々な論争がなされている。当時の文献の中には、princeps（第一人者、創立者）というより多義的な称号を用いたと主張する文献もあれば、遠征前から彼が有した公爵の称号をそのまま用い続けたとする文献も存在している。また、十字軍に参加していない歴史家などによって後世に編纂された文献には、Rex、または王 (King) の称号を用いたとの記述が残されている 。
ゴドフロワの治世は非常に短いものではあったが、その中で彼はエルサレム王国をエジプトのイスラム勢力のファーティマ朝から守り抜き、同年8月にはアスカロンの戦いで彼らを撃破した。しかし彼は王国の処遇を巡りエルサレム総主教タンゴベルト率いるローマ教会勢力と対立した。またゴドフロワ率いる十字軍はアスカロンの戦いの際にアスカロンを完全に制圧する勢いだったものの、対立するレーモン4世がアスカロンを占領し勢力拡大を図るのを妨害するために、アスカロンをあえて制圧しなかった。ムスリムの手に残されたアスカロンを巡って、その後の王国は長きに渡る抗争をムスリムと繰り広げることとなった。
1100年、ゴドフロワは征服活動によって直接的にエルサレム王国の領地拡大を図ったものの不発に終わった。しかし、1099年の大勝利と続く遠征のおかげで、アッコ・アスカロン・アルスフ・ヤッファ・カエサリアといった多くの諸都市がエルサレム王国の傘下に組み込まれた。しかしこの頃も、ゴドフロワはタンゴベルト総主教と対立を続けた。ただこの対立の原因は明らかとなっていない。タンゴベルトはおそらくエルサレム王国をローマ教皇直属のレーエンに組み込もうと試みていたものとされているが、彼の最大の意図は今も謎とされている。またこの主張の多くはギヨーム・ド・ティールの文献に依拠しているが、この出来事に関する彼の文献の記述は若干の問題をはらんでいるとされている。タンゴベルトがゴドフロワに対してエルサレムとヤッファの統治権をローマ教皇に移譲するよう強制したと主張するのはギヨームのみであり、アーヘンのアルベルトやラルフ・ド・カーンといった他の当時の歴史家たちは皆、タンゴベルトや彼と同盟していたタンクレード公はゴドフロワに対して忠誠を誓い、彼の息子や血縁者のみがエルサレムの統治者の座を継承するものであると承認していたと記述しているからだ。なんにしろ、タンゴベルトの企ては結局水泡に帰した。ゴドフロワが亡くなった際、タンゴベルトはヤッファにおり、当のエルサレムはゴドフロワの家臣により占領され、ゴドフロワの弟ボードゥアンがエルサレム王位を継承すべきだと主張したため、タンゴベルトにはなす術がなかった。タンゴベルト総主教は1100年12月25日、エデッサより馳せ参じたボードゥアンをエルサレム王として認め、自ら彼を戴冠するよう強制され、ボードゥアンはボードゥアン1世としてエルサレム王に即位した。

## 死

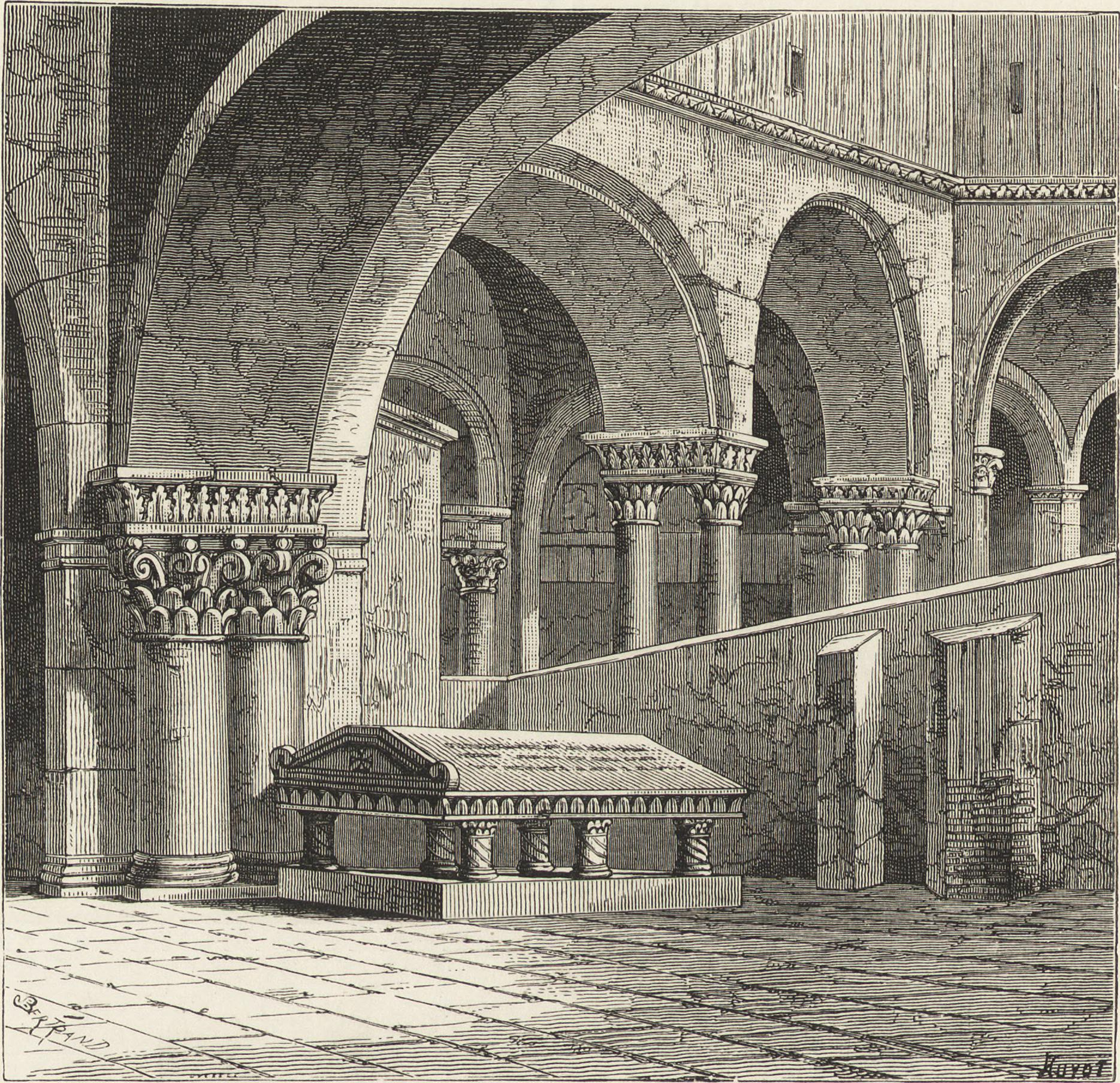
聖墳墓教会に安置されているゴドフロワの慰霊碑

当時のアラブ人歴史家イブン・アル・カラニシは、ゴドフロワは1099年にアッコの城壁を攻撃中に矢を射掛けられ、その傷が原因で戦死したと主張しており、ムスリム側の文献の多くにこの主張が記載されている。しかしキリスト教徒側の文献にはゴドフロワが戦死したとする記述が一切残っていない。アーヘンのアルベルトやエッケハルト修道院長の文献によると、1100年6月、ゴドフロワはカイサリアを訪問中に体調を崩し、7月18日にエルサレムで崩御したとされている。
ゴドフロワは毒を盛られて亡くなったとする主張も存在するがその可能性は低いとされており、逆に彼は腸チフスで亡くなった可能性が高いと考えられている。また、彼は存命中1度も結婚をしなかった。